# Foulum
Foulum er en landsby med 174 indbyggere beliggende i Midtjylland og tilhørende Tjele Sogn. Landsbyen ligger i Viborg Kommune otte kilometer øst for Viborg og hører til Region Midtjylland. Foulum by har et forsamlingshus, et klubhus og en boldbane. Derudover ligger der ved Foulum tre markante arbejdspladser med videnstunge jobs: Forskningscenter Foulum, Agro Business Park og fra 2017 Apple Datacenter.
To kilometer nord for Foulum ligger Tjele Gods og en kilometer mod øst ligger Ørum, som er den nærmeste større landsby med skole og indkøbsmuligheder.
Den historiske tyv Niels Heidenreich, der stjal Guldhornene i 1802, blev født i Foulum i 1761. Hans far, Otto Nathansen, var degn ved Tjele Kirke. Steen Steensen Blichers (fiktive) landsbydegn staver landsbyens navn Føulum (og også Thiele).

## Hjemsted for videnstunge arbejdspladser
Foulum er på landsplan blevet kendt for tre markante institutioner, der beskæftiger sig med forskning og rummer videnstunge jobs.
- AU Foulum (også Forskningscenter Foulum): I 1984 oprettedes et sektorforskningscenter for jordbrugs- og fødevarerforskning med avancerede forskningsfaciliteter såsom laboratorier og forsøgsstalde. Forskningscentret er udvidet flere gange og omfatter i dag 120.000 kvadratmeter og beskæftiger 700 medarbejdere. Siden 2007 har centret været en del af Aarhus Universitet.[4][5] Bygningsmassen på centrets næsten en kvadratkilometer store område er tegnet af arkitekterne Rune Fink Isaksen, Knud Blach Petersen og Hans Schwarz Sørensen. De fik opgaven da de vandt idekonkurrencen herom i 1978 og de vandt konkurrencen til trods for at de valgte at lægge anlægget udenfor det byggefelt, der var udpeget i konkurrenceprogrammet. De vandt fordi de klart lagde anlægget som en 3 zonet enhed på en bakketop syd for Foulum, så det ikke ville genere landsbyen med lugt og trafik.
- Agro Business Park: I 1990'erne oprettedes en virksomheds- og forskerpark for iværksættere inden for jordbrug, fødevarer, bioenergi og miljøteknologi. Parken rummer i dag 15 forskellige virksomheder.[6]
- Apple Datacenter fra 2017: Den 23. februar 2015 blev det annonceret, at IT-giganten Apple vil opføre et af verdens største datacentre i Foulum, hvor der er rig adgang til elektricitet fra Tjele Transformatorstation, som forsynes via en direkte forbindelse fra vandkraftværker i Norge. Første del af centret forventes at stå klart i 2017, imens det vil være fuldt udbygget i 2026. I alt forventes centret at blive på 166.000 kvadratmeter og forventes at komme til at beskæftige 300 mennesker.[7][8][9]